# Unione Sportiva Alessandria Calcio 1912

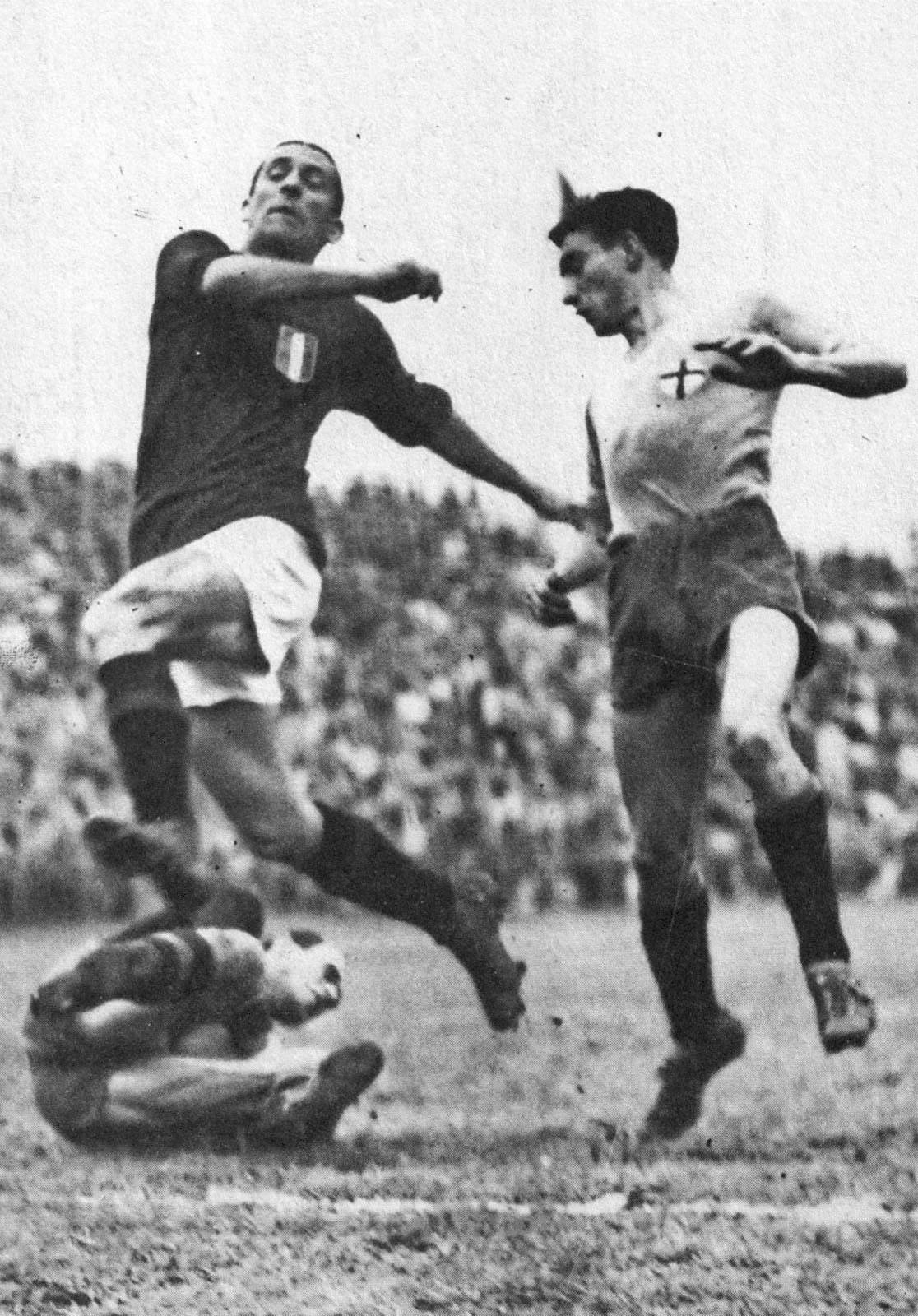
Un partido entre el Alessandria y el Torino, 1948.

La Unione Sportiva Alessandria Calcio 1912 es un club de fútbol de Italia, con sede en Alessandria, Piamonte. Fue fundado en 1912 y refundado en varias ocasiones. Compite en la Eccellenza Piemonte-Valle d'Aosta, quinta categoría del fútbol italiano.

## Historia
Fue fundado en 1912 como Foot Ball Club Alessandria, pero en 2003, tras descender a la Serie D, fue refundado con el nombre que posee en la actualidad. En la temporada 2003/04 fue admitido en la Eccellenza, una liga regional amateur de sexta división, la cual ganó inmediatamente para volver a jugar en la Serie D. En pocos años tuvo un notable crecimiento y actualmente juega en la Lega Pro, campeonato de tercera división.
Se clasificó a los cuartos de final de la Copa Italia 2015-16, después de 32 años sin que un equipo de tercera división lo lograra, además de alcanzar las semifinales tras eliminar al Spezia y ganarse la oportunidad de poder enfrentarse al histórico AC Milan.
En junio de 2021 logró ascender a la Serie B después de 46 años tras superar por penales a Calcio Padova en la final de los playoffs del campeonato de la Serie C.

## Estadio

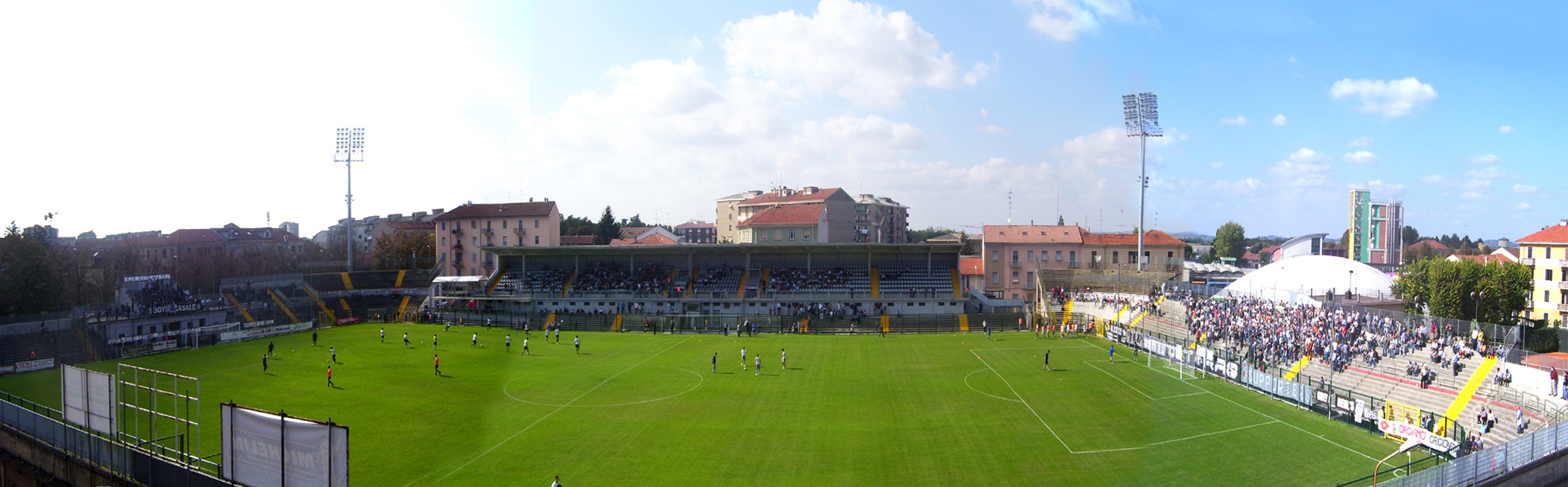
Estadio Giuseppe Moccagatta.

El Alessandria juega sus partidos como local en el estadio Giuseppe Moccagatta (1929), bautizado con ese nombre en 1946 en honor de un presidente de la sociedad. En 2007 tenía capacidad para 4891 espectadores y unas dimensiones de 108 x 68 metros.

## Palmarés

### Torneos interregionales
- Serie B (1): 1945-46 (Alta Italia)
- Serie C (1): 1973-74 (Grupo A)
- Copa Italia de la Serie C (2): 1972-73, 2017-18
- Serie C2 (1): 1990-91 (Grupo A)
- Serie D (1): 2007-08 (Grupo A)

### Torneos regionales
- Eccellenza Piemonte-Valle d'Aosta (1): 2004-05 (Grupo A)
- Promozione Piemonte-Valle d'Aosta (1): 2024-25 (Grupo D)